# Days of Wonder
Days of Wonder ist ein Verlag für Brettspiele, Kartenspiele und Onlinespiele in Kalifornien, USA und Paris, Frankreich. Seit der Gründung am 1. Oktober 2002 veröffentlichte Days of Wonder Spiele in über 25 Nationen. Die Auszeichnung Spiel des Jahres 2004 für Zug um Zug machte Days of Wonder auch in Deutschland erfolgreich. Einige Spiele können über die DoW-Website online gespielt werden.
Seit 2014 ist Days of Wonder Teil der französischen Verlagsgruppe Asmodée Editions.

## Die Zug um Zug Serie
Das Brettspiel Ticket To Ride von Alan R. Moon erschien in Deutschland im Jahr 2004 unter dem Titel Zug um Zug und verkaufte sich weltweit mehr als 500.000 mal. Durch das Hinzufügen neuer Spielpläne (Europa, Schweiz und Skandinavien) und Spielelemente (z. B. Bahnhöfe oder Passagiere) wurde das Spielsystem in den folgenden Jahren zu einer umfangreichen Reihe erweitert.
- Zug um Zug (2004, Spiel des Jahres und Deutscher Spiele Preis)
  - Mystery Train (2004, Erweiterung)
  - USA 1910 (2006, Erweiterung)
- Zug um Zug Europa (2005)
  - Europa 1912 (2009, Erweiterung)
- Zug um Zug märklin (2006, Deutschland-Spielplan)
- Ticket to Ride Switzerland (2007, Erweiterung – zuvor bereits 2005 als Online-Spiel)
- Zug um Zug Skandinavien (2007, in Deutschland 2008)
- Würfel-Erweiterung (2008)
- Zug um Zug – Das Kartenspiel (2008)
- Alvin & Dexter (2011, Erweiterung)
- Ticket to Ride Asia (2011, Erweiterung)
- Ticket to Ride India (2011, Erweiterung)
- Halloween Freighter (2012, Erweiterung)
- Ticket to Ride – The Heart of Africa (2012, Erweiterung)

## Small World
Small World (engl.: „kleine Welt“) ist ein strategisches Brettspiel für zwei bis fünf Personen, entwickelt von Philippe Keyaerts und illustriert von Miguel Coimbra. Es basiert auf Vinci, einem früheren Brettspiel des Autors, und handelt vom Aufstieg und Fall zahlreicher Völker in der Fantasywelt „Small World“.
- Small World (2009)
  - Frauenpower (Erweiterung, 2009)
  - Verflucht! (Erweiterung, 2009)
  - Anführer der Small World (Erweiterung, 2009)
  - Fabeln und Legenden (Erweiterung, 2010)
  - Keine Panik! (Erweiterung, 2010)
  - Die Insel des Geisterbeschwörers (Erweiterung, 2010)
- Small World Underground (2011)
- Tunnels (Mini-Erweiterung, 2011)
- Realms (Erweiterung, 2012)

## Schatten über Camelot
- Schatten über Camelot (2005 – Deutscher Spiele Preis Platz 7, Spiel der Spiele, Sonderpreis Spiel des Jahres 2006, Spiel des Jahres in Japan, International Gamers Award, Finalist)
  - Merlins Macht (Erweiterung, 2008)
  - Shadows over Camelot – The Card Game (2012)

## „Große Abenteuerspiele“
- Das Geheimnis der Abtei (2003)
- Piratenbucht (2003, in Deutschland 2005)
- Kleopatra (2006)
- BattleLore (2006–2008, seitdem bei Fantasy Flight Games)
- Colosseum (2007 – Deutscher Spiele Preis Platz 10, International Gamers Award Platz 3)
- Mystery Express (2010)
- Cargo Noir (2011)

## Kartenspiele und Party Games
- Gang of Four (2002)
- Das Halsband der Königin (2003)
- Terra (2003)
- Drachenfaust (2005)
- Gambit 7 (2008)

## Memoir '44
Memoir '44 ist ein strategisches Brettspiel vor dem Hintergrund des Zweiten Weltkrieges, das anlässlich des 60. Jahrestages der alliierten Landung in der Normandie herausgegeben wurde. Spielautor ist der US-Amerikaner Richard Borg. Auf eine deutsche Version des Spieles wurde aus politischen Gründen (einer der Spieler übernimmt die Rolle der deutschen Wehrmacht) verzichtet, doch sind inzwischen deutschsprachige Spielanleitungen und Kommandokarten erhältlich, die in privater Initiative von deutschen Fans übersetzt wurden und über die offizielle DoW-Website bezogen werden können.
- Memoir '44 (2004 – International Gamers Award, Kategorie Strategiespiel für 2 Spieler)
  - Terrain Pack (Erweiterung, 2005)
  - Eastern Front (Erweiterung, 2005)
  - Winter / Desert Board Map (Erweiterung, 2005)
  - Pacific Theater (Erweiterung, 2006)
  - Air Pack (Erweiterung, 2007)
  - Mediterranean Theater (Erweiterung, 2008)
  - Operation Overlord (Erweiterung für 3–8 Spieler, 2008)
  - Campaign Bag (Transporttasche für das Spiel und diverse Erweiterungen, 2008)
  - Battlemaps 1: Hedgerow Hell (Erweiterung, 2008)
  - Campaign Book Vol. 1 (Erweiterung, 2009)
  - Battlemaps 2: Tigers in the Snow (Erweiterung, 2009)
  - Battlemaps 3: Sword of Stalingrad (Erweiterung, 2009)
  - Breakthrough Kit (Erweiterung, 2010)
  - Battlemaps 4: Disaster at Dieppe (Erweiterung, 2010)
  - Winter Wars (Erweiterung, 2010)
  - Guide Tactique & Stratégique (Erweiterung, 2011)
  - Campaign Book Vol. 2 (Erweiterung, 2011)
  - Equipment Pack (Erweiterung, 2012)

## Online- und iPad-Spiele
- Zug um Zug (Web, Steam & iPad)
- Zug um Zug Pocket (iPhone & iPod)
- Zug um Zug Europa Pocket (iPhone & iPod)
- Gang of Four (Online)
- Drachenfaust
- Das Halsband der Königin
- Small World (iPad)
- Memoir '44 (Online & Steam)